# Nestor (Zass)
Nestor, imię świeckie Nikołaj Pawłowicz Zass (ur. 8 grudnia?/20 grudnia 1825 w Archangielsku, zm. 18 czerwca?/30 czerwca 1882 na Morzu Beringa) – rosyjski biskup prawosławny.

## Życiorys
Urodził się w rodzinie szlacheckiej. W wieku siedmiu lat został oddany przez rodzinę do korpusu kadetów, jako jedenastolatek został skierowany do szkoły kadetów marynarki wojennej. W 1849 otrzymał stopień porucznika marynarki, jednak już w listopadzie roku następnego, z powodu choroby, musiał złożyć dymisję z wojska. W 1853 wstąpił do monasteru Zaśnięcia Matki Bożej w Czufut Kale, składając w roku następnym śluby wieczyste. 22 czerwca 1854 został hierodiakonem, zaś 3 lipca 1855 – hieromnichem.
Między 1857 a 1864 był kapelanem na rosyjskich statkach wojskowych. W 1866 został skierowany do Pau, gdzie został proboszczem parafii św. Aleksandra Newskiego. Znał języki niemiecki, francuski i angielski.
29 października 1878 został mianowany archimandrytą, zaś 17 grudnia tego samego roku miała miejsce jego chirotonia na biskupa Aleutów i Alaski. Jego rezydencja biskupia znajdowała się w San Francisco, jednak hierarcha odbywał liczne podróże duszpasterskie we wszystkie regiony podległe jego jurysdykcji. Zainicjował tłumaczenie Ewangelii na język eskimoski. W celu rozwoju podległych mu struktur misyjnych w Stanach Zjednoczonych prowadził szeroką korespondencję, m.in. z prezydentem Stanów Zjednoczonych Rutherfordem Hayesem i metropolitą petersburskim i ładoskim Izydorem (Nikolskim).
W 1882, wracając do San Francisco z objazdu parafii na Alasce, przypadkowo wypadł poza pokład statku i utonął w Morzu Beringa. Jego ciało zostało odnalezione u ujścia Jukonu i pochowane w sąsiedztwie soboru Wniebowstąpienia Pańskiego w Unalasce.